# Laurent Dessupoiu
 (mai 2022).
La mise en forme du texte ne suit pas les recommandations de Wikipédia : il faut le « wikifier ».
Les points d'amélioration suivants sont les cas les plus fréquents. Le détail des points à revoir est peut-être précisé sur la page de discussion.
- Les titres sont pré-formatés par le logiciel. Ils ne sont ni en capitales, ni en gras.
- Le texte ne doit pas être écrit en capitales (les noms de famille non plus), ni en gras, ni en italique, ni en « petit »…
- Le gras n'est utilisé que pour surligner le titre de l'article dans l'introduction, une seule fois.
- L'italique est rarement utilisé : mots en langue étrangère, titres d'œuvres, noms de bateaux, etc.
- Les citations ne sont pas en italique mais en corps de texte normal. Elles sont entourées par des guillemets français : « et ».
- Les listes à puces sont à éviter, des paragraphes rédigés étant largement préférés. Les tableaux sont à réserver à la présentation de données structurées (résultats, etc.).
- Les appels de note de bas de page (petits chiffres en exposant, introduits par l'outil «  Source ») sont à placer entre la fin de phrase et le point final[comme ça].
- Les liens internes (vers d'autres articles de Wikipédia) sont à choisir avec parcimonie. Créez des liens vers des articles approfondissant le sujet. Les termes génériques sans rapport avec le sujet sont à éviter, ainsi que les répétitions de liens vers un même terme.
- Les liens externes sont à placer uniquement dans une section « Liens externes », à la fin de l'article. Ces liens sont à choisir avec parcimonie suivant les règles définies. Si un lien sert de source à l'article, son insertion dans le texte est à faire par les notes de bas de page.
- La présentation des références doit suivre les conventions bibliographiques. Il est recommandé d'utiliser les modèles {{Ouvrage}}, {{Chapitre}}, {{Article}}, {{Lien web}} et/ou {{Bibliographie}}. Le mode d'édition visuel peut mettre en forme automatiquement les références.
- Insérer une infobox (cadre d'informations à droite) n'est pas obligatoire pour parachever la mise en page.

Pour une aide détaillée, merci de consulter Aide:Wikification.
Si vous pensez que ces points ont été résolus, vous pouvez retirer ce bandeau et améliorer la mise en forme d'un autre article.
 (mai 2022).
Laurent Dessupoiu, né le 21 octobre 1969 à Istres, est un plasticien français du mouvement de la figuration libre. Ses œuvres sont exposées dans le monde entier (France, Suisse, Belgique, Serbie, Ecosse, Etats-Unis, Chine) depuis le début des années 2000. Son atelier est installé en Provence à Istres où il vit toujours.
La culture africaine, la musique, les voyages, les écrits des grands auteurs sont autant de sources d'inspiration pour l'artiste. Le centre d'art Villa Tamaris de La Seyne-sur-Mer lui a consacré une rétrospective  en 2014 et certaines de ses œuvres, intégrées dans la collection permanente, sont visibles dans ce musée.
Il est proche des artistes Richard Di Rosa dit "Buddy", Antonio Segui et Ivan Messac.

## Biographie
Originaire de la région de Sassari en Sardaigne, son père a émigré en France pour travailler dans les sites industriels de l' Étang de Berre.
Après sa naissance à Istres, Laurent Dessupoiu passe son enfance au Gabon où son père a accepté une mission professionnelle de plusieurs années. Cette expérience inspire ses premières séries de tableaux et sculptures, notamment "Sur les traces de la liberté". L'un des tableaux de cette période illustre une boîte de café produite en série limité par l'entreprise Malongo à l'occasion de la quinzaine du commerce équitable de 2010. L'année précédente, c'est l'artiste niçois Ben qui s'était engagé aux côtés de la marque ,.
De retour en France, Laurent Dessupoiu intègre le centre de formation de football à Martigues. Pendant cette période, il fait la connaissance des footballeurs Éric Cantona, Joël Cantona, Pascal Olmeta et José Touré qui resteront ses amis et soutiendront ses débuts artistiques. En 1994, un grave accident de voiture met un terme à sa carrière sportive.
Il expose pour la première fois en 2000 à "La Grande Masse des Beaux Arts", 1 rue Jacques Callot à Paris, siège de l'association des élèves et anciens élèves de l'École des Beaux-Arts et des écoles d'architecture de Paris, dans les salons d'honneur du Stade Vélodrome de Marseille pour le jubilé de son ami Pascal Olmeta puis dans la galerie-musée de Cérès Franco à Lagrasse ,.
Le journaliste et critique d'art Salvatore Lombardo l'encourage et lui consacre en 2005 un long article, "Laurent Dessupoiu : la force du regard" dans le no 49 la revue artistique internationale des éditions transbordeurs "Art Sud". Un tableau issu de la série "Sur les traces de la liberté" est en couverture de ce numéro.
Depuis, ses œuvres ont été présentées dans une quarantaine d'expositions dans le grand sud de la France (Marseille, Aix-en-Provence à la fondation Saint-John Perse , Plan d'Aups,, Nîmes, Aubagne, Monaco, Valbonne, Six-Fours , Cannes, L’Isle-sur-Sorgue, La Seyne-sur-Mer), mais également à Paris, Lille ,, Strasbourg, Genève, New York, Pékin, Novi-Sad, Bruxelles, St Andrews (Écosse), ou sur l'île de Saint-Martin (Antilles françaises).
En 2014, pour la rétrospective "La sensation d'un voyage inachevé" à la Villa Tamaris, le spécialiste d'art contemporain et conservateur Robert Bonaccorsi décrit ainsi son style,.
De 2012 à 2016, dans le cadre de la commande publique "Art'Bribus", Laurent Dessupoiu transforme plusieurs abris voyageurs de la ville d'Istres en œuvres d'art. A l'occasion de "Marseille, Capitale Européenne de la Culture 2013" Robert Combas, Ricardo Mosner, Jacques Villéglé, Robert Crumb et Hervé Di Rosa rejoignent cette opération. Les années suivantes Peter Klasen et Antonio Segui  réalisent eux aussi des œuvres dans la ville ,.
En 2016, il est artiste invité par le festival "La Fiesta des Suds" à Marseille .
En 2019 il donne une œuvre ("Freedom is not utopia") au Secours Populaire pour l'opération solidaire "Les pères noëls verts" .

## Expositions et événements (sélection)
- 2000 : Salons d'honneur du Stade Vélodrome - Marseille
- 2000 : Collection Cérès Franco - Lagrasse
- 2001 : Galerie Carole Jones - New-York
- 2004 : Maison du Cygne avec Buddy Di Rosa - Six-Fours-les-Plages
- 2005 : Moulin de la Récense avec Buddy Di Rosa - Ventabren
- 2005 : Couverture du no 49 de la revue internationale "Art Sud"
- 2006 : Art International - Zurich
- 2006 : Centre culturel français - Pékin
- 2008 : Festival de la Correspondance - Grignan
- 2009 : Galerie Eric Gallea - L'Isle-sur-la-Sorgue
- 2010 : Boîte de café "commerce équitable" pour Malongo
- 2010 : Must Gallery - Gordes
- 2011 : Centre d'Art "Les Pénitents noirs" - Aubagne
- 2011 : Park'Art Galerie - Genève
- 2012 : Commande publique  Art'Bribus - Istres
- 2013 : St'Art - Strasbourg
- 2013 : U'spaziu - L'Île Rousse
- 2014 : Villa Tamaris - La Seyne sur mer
- 2014 : Art To Be galerie - Lille
- 2015 : Maison du Cygne - Six Fours les Plages
- 2016 : Fondation Saint-John Perse - Aix-en-Provence [22]
- 2016 : Fiesta des Suds - Marseille
- 2017 : Galerie Gildo Pastor - Monaco
- 2018 : Junor Gallery - Saint-Andrews [23]
- 2018 : Wall of Art - Saint-Martin
- 2018 : Commande publique d'une sculpture pour la métropole Aix-Marseille-Provence
- 2019 : Stuarts Gallerija - Novi Sad[24]

## Articles et documents utilisés
- Livre : "Laurent Dessupoiu : la sensation d'un voyage inachevé" de Robert Bonaccorsi  ,
- Article : "Laurent Dessupoiu : la force du regard" de Salvatore Lombardo - "Art Sud" no 49
- Article : "L'art dans tous ses états" de Valérie Daizey - "Le 97150" 
- Article : "Vieux-Lille : Laurent Dessupoiu chez Art to be Gallery, dire les choses sans donner de leçon" -l "La Voix du Nord" 
- Article : "Laurent Dessupoiu expose au Plan d'Aups Sainte Baume" - France 3 
- Article : "Laurent Dessupoiu expose à l’espace Trouin - Le Corbusier du Plan d'Aups" - Var Matin 
- Article : "Art’bribus d’Istres : l’art intégré dans l’espace public sous l'égide d'Anagraphis" - Hérault Tribune 
- Article : "Au Ranquet, Laurent Dessupoiu s'en remet à Oscar Wilde" de Patrick Merle - La Provence 
- "Laurent Dessupoiu, Sur les traces de la Liberté" - Documentaire d'Alain Melka 
- Article : "Laurent Dessupoiu à la lettre" de Salvatore Lombardo pour Inferno Magazine 